# La Forge infernale
La Forge infernale è un cortometraggio muto del 1907 scritto e diretto da Segundo de Chomón che ne curò anche la parte scenografica.

## Produzione
Il film fu prodotto dalla Pathé Frères.

## Distribuzione
Distribuito dalla Pathé Frères, il film - un cortometraggio di 90 metri - uscì nelle sale francesi nel 1907. La Pathé lo distribuì anche negli Stati Uniti, dove venne importato e presentato il 6 dicembre 1907 con il titolo inglese The Forge of Hell.